# Санкюлоти
Санклюти (на френски: Sans-culotte) се наричат революционно настроените бедни жители на Париж от третото съсловие по време на Великата френска революция. Названието им идва от израза sans culotte („без кюлоти“): през XVIII в. мъжете от богатите съсловия (аристократите) са носили кюлоти – къси точно до под коляното панталони, тип брич, с дълги чорапи, а тези от по-нисшите слоеве на буржоазията или от работническата класа са носели дълги панталони.
В предреволюционния период терминът е използван в пейоративен смисъл, а през март 1791 г. се появява в роялистки памфлет по адрес на обикновените бедни хора от народа. Когато започва революцията, това е патриотичното название на парижкото простолюдие:с. 49.
Санклютите са хора с всякакви професии – магазинери, пекари, месари, занаятчии – и с различна степен на образование. Те се обличат в работнически дрехи: широки дълги панталони, туника и каскет, а прическите им са с естествена, а не с напудрена и фризирана коса. Те са преобладаващото мнозинство в Националната гвардия – те са тези, които щурмуват Бастилията, по-късно двореца Тюйлери при въстанието от 10 август 1792 и събарят монархията. След 1792 година много държавни служители започват да се обличат като санклюти, този стил дори става на мода. Въпреки това мнозина от изявените революционери носят стандартните официални дрехи, например Робеспиер винаги е облечен с кюлоти и е с напудрена коса.
В периода 1792 – 1795 г. санклюти образно започват да наричат всички радикално настроени революционери. Силата на масата от санклюти играе важна роля в ключови моменти от революцията. След смъртта на Робеспиер санклютите губят политическото си влияние.

## Политическа роля
Основните политически идеали на санкюлотите са социално и икономическо равенство и власт на народа (popular democracy). Те са за отмяна на властта и привилегиите на всички представители на монархията, благородниците и римокатолическата църква. Изискват установяването на фиксирани надници, контрол на цените, за да се осигури снабдяването с храни и настояват за бдителност срещу контрареволюционерите. Те дават израз на исканията си чрез петиции, изготвени от парижките секции и представени пред делегатите на Законодателното събрание и Конвента. Те имат и друг начин за оказване на влияние: полицията и съдилищата получават хиляди сигнали за предатели или предполагаеми конспиратори. Тяхното най-голямо политическо влияние е в периода между падането на монархията през 1792 г. до Термидорианския преврат през 1794. През цялата революция санкюлотите са основната сила зад по-радикалните и анти-буржоазни фракции на Парижката комуна като „бесните“ и ебертистите, а техните водачи са революционери-популисти като Жак Ру и Жак-Рене Ебер. Санкюлотите са основното ядро на паравоенните сили, натоварени с практическото прилагане на политиките и законите на революционното правителство, което често включва насилие и екзекуции на предполагаемите врагове на революцията.
По времето на максималното им политическо влияние санкюлотите са считани за най-истинските и автентични деца на Френската революция, представляващи нейния революционен дух. При пиковите прояви на революционен подем, например по време на царството на терора когато е опасно да бъдеш асоцииран с контрареволюцията, дори публичните личности и официалните лица от средната и заможната класа възприемат облеклото и маниерите на санкюлоти в опит да покажат солидарност с патриотизма на народните маси в новата република
Към началото на 1794 г. буржоазията и средната класа започват да увеличават влиянието си и войнстващият радикализъм на санкюлотите започва да губи влиянието си в Конвента. Не след дълго якобинците, които започват да доминират в него, се обръщат срещу тях. Няколко от лидерите на „бесните“ и ебертистите са осъдени и екзекутирани от Революционния трибунал през март 1794 г. С увеличаването на консервативните настроения след падането на Робеспиер тяхното политическо влияние силно намалява до края на работа на Конвента и изчезва съвсем след потушаването на народното въстание в Париж от 1795 и се забелязва отново чак през Юлската революция от 1830.